# ريميرينك جيل
ريميرينك جيل (بالهولندية: Jules Reimerink)‏ (30 سبتمبر 1989 بأولدنزال في هولندا - ) هو لاعب كرة قدم هولندي في مركز الوسط. شارك مع منتخب هولندا تحت 19 سنة لكرة القدم ومنتخب هولندا تحت 21 سنة لكرة القدم. أما مع النوادي، فقد لعب مع إنيرجي كوتبوس وتفينتي أنشخيدة وغو أهد إيغلز وفي في في فينلو ونادي فيكتوريا كولن.

## وصلات خارجية
- ريميرينك جيل على موقع قاعدة بيانات كرة القدم.إي يو (الإنجليزية)
- ريميرينك جيل على موقع بيانات كرة القدم. دي إي (الألمانية)
- ريميرينك جيل على موقع Soccerway.com (الإنجليزية)
- ريميرينك جيل على موقع عالم كرة القدم.نت (الإنجليزية)